# بارخوف (ناحیه هرادتس کرالووه)
بارخوف (به چکی: Barchov) یک منطقهٔ مسکونی در جمهوری چک است که در ناحیه هرادتس کرالووه واقع شده‌است. بارخوف ۳۱۷ نفر جمعیت دارد.